# Stenidius bezdeki
Stenidius bezdeki es una especie de coleóptero de la familia Anthicidae.

## Distribución geográfica
Habita en Maharashtra (India).